# 美禄恐龙
美禄恐龙（Milo Dinosaur）是马来西亚、新加坡的一种饮料，由一杯冰镇美禄加上未溶解的美禄粉末制成。

## 词源
据《新报》（The New Paper）记者称，饮料名称中的“恐龙”本身是指“冰镇饮料上的一堆美禄或是好立克粉”。

## 制作
美禄恐龙是由一杯冰镇的美禄上加入未溶解的美禄粉末制成的。加入的粉末量可能很多，也可能只有一勺。在美禄恐龙的基础上再加一球冰淇淋则称为“美禄哥斯拉”。这种饮料在马来西亚和新加坡很常见。

## 文化影响
美禄恐龙通常在嘛嘛档出售，可以搭配印度煎饼一起吃。在新加坡，美禄恐龙被认为是一种廉价饮料；截至2013年，其价格从3新元到3.5新元不等。该饮料的名字甚至被收纳到新加坡流行的桌游《Taboo》中。美禄恐龙的创作灵感来源于新加坡一家糕点店出售的纸杯蛋糕——“哥斯拉美禄”。据台湾一家饮料店介绍，这种饮料对于年轻一代来说“超级受欢迎”。该饮料在马来西亚也很流行。事实上，它起源于印度裔马来西亚人的食物摊位。